# 러브크래프트 컨트리
《러브크래프트 컨트리》(영어: Lovecraft Country)는 HBO에서 2020년 8월부터 동년 10월 18일까지 방영된 미국의 공포 드라마이다. 미샤 그린이 제작하며, 맷 러프가 쓴 동명의 소설을 바탕으로 한다. 저니 스몰렛, 조너선 메이저스, 온재뉴 엘리스, 코트니 B. 밴스, 운미 모사쿠, 애비 리, 제이미 정이 출연한다.

## 출연진

### 주연
- 저니 스몰렛 - 러티샤 루이스 역
- 조너선 메이저스 - 애티커스 프리먼 역
- 온재뉴 엘리스 - 히폴리타 프리먼 역
- 코트니 B. 밴스 - 조지 프리먼 역
- 운미 모사쿠 - 루비 바티스트 역
- 애비 리 - 크리스티나 브레이스웨이트 역
- 제이미 정 - 지아 역
- 제이다 해리스 - 다이애나 프리먼 역
- 마이클 K. 윌리엄스 - 몬트로즈 프리먼 역

### 조연
- 조던 패트릭 스미스 - 윌리엄 역
- 에리카 테이즐 - 도라 프리먼 역
- 맥 브랜트 - 셰이머스 랭커스터 역
- 데런 J. 파월 - 트리 역
- 루시어스 배스턴 - 필 호지스 역

### 단역
- 제이미 해리스 - 유스티스 헌트 역
- 디미트리어스 그로스 - 마빈 바티스트 역
- 토니 골드윈 - 새뮤얼 브레이스웨이트 역
- 샨젤라 - 리나 혼 역
- 모네이 엑스체인지 - 다이나 워싱턴 역
- 대릴 스티븐스 - 빌리 홀리데이 역
- 제임스 기선 리 - 병호 역
- 모니크 칸델라리아 - 야히마 역

## 에피소드 목록
| 회차 | 제목                    | 감독              | 각본                                         | 방송날짜         |
| ---- | ----------------------- | ----------------- | -------------------------------------------- | ---------------- |
| 1    | "Sundown"               | 얀 드망주         | 미샤 그린                                    | 2020년 8월 16일  |
| 2    | "Whitey's on the Moon"  | 대니얼 색하임     | 미샤 그린                                    | 2020년 8월 23일  |
| 3    | "Holy Ghost"            | 대니얼 색하임     | 미샤 그린                                    | 2020년 8월 30일  |
| 4    | "A History of Violence" | 빅토리아 머호니   | 미샤 그린, 웨스 테일러                       | 2020년 9월 6일   |
| 5    | "Strange Case"          | 셰릴 두녜이       | 미샤 그린, 조너선 I. 키드, 소니아 윈턴오덤튼 | 2020년 9월 13일  |
| 6    | "Meet Me in Daegu"      | 헬렌 셰이버       | 미샤 그린, 케빈 라우                         | 2020년 9월 20일  |
| 7    | "I Am."                 | 샤를로테 실링     | 미샤 그린, 섀넌 휴스턴                       | 2020년 9월 27일  |
| 8    | "Jig-a-Bobo"            | 미샤 그린         | 미샤 그린, 이후오마 오포르디레               | 2020년 10월 4일  |
| 9    | "Rewind 1921"           | 제프리 나크마노프 | 미샤 그린, 조너선 I. 키드, 소니아 윈턴오덤튼 | 2020년 10월 11일 |